# Ponte de Lima
Ponte de Lima ('põt(ɨ) dɨ 'limɐ) è un comune portoghese di 44 343 abitanti situato nel distretto di Viana do Castelo.
È situato lungo il Cammino Portoghese, percorso che da Lisbona porta a Santiago di Compostela.

## Società

### Evoluzione demografica
| Popolazione di Ponte de Lima (1801 – 2004) | Popolazione di Ponte de Lima (1801 – 2004) | Popolazione di Ponte de Lima (1801 – 2004) | Popolazione di Ponte de Lima (1801 – 2004) | Popolazione di Ponte de Lima (1801 – 2004) | Popolazione di Ponte de Lima (1801 – 2004) | Popolazione di Ponte de Lima (1801 – 2004) | Popolazione di Ponte de Lima (1801 – 2004) | Popolazione di Ponte de Lima (1801 – 2004) |
| ------------------------------------------ | ------------------------------------------ | ------------------------------------------ | ------------------------------------------ | ------------------------------------------ | ------------------------------------------ | ------------------------------------------ | ------------------------------------------ | ------------------------------------------ |
| 1801                                       | 1849                                       | 1900                                       | 1930                                       | 1960                                       | 1981                                       | 1991                                       | 2001                                       | 2004                                       |
| 13202                                      | 29869                                      | 33314                                      | 36256                                      | 42979                                      | 43797                                      | 43421                                      | 44343                                      | 44609                                      |

## Freguesias
| - Anais - Arca - Arcos - Arcozelo - Ardegão - Bárrio - Beiral do Lima - Bertiandos - Boalhosa - Brandara - Cabaços - Cabração - Calheiros - Calvelo - Cepões - Correlhã - Estorãos | - Facha - Feitosa - Fojo Lobal - Fontão - Fornelos - Freixo - Friastelas - Gaifar - Gandra - Gemieira - Gondufe - Labruja - Labrujó - Mato - Moreira do Lima - Navió - Poiares | - Ponte de Lima - Queijada - Refóios do Lima - Rendufe - Ribeira - Sá - Sandiães - Santa Comba - Santa Cruz do Lima - Santa Maria de Rebordões - Seara Seara - Serdedelo - Souto de Rebordões - Vilar das Almas - Vilar do Monte Vilar do Monte - Vitorino das Donas - Vitorino dos Piães |